# Gislebert (évêque de Noyon-Tournai)
Gislebert (ou Gilbert), né avant 750 et mort le 12 juillet 782, est un prélat français du VIIIe siècle, évêque de Noyon-Tournai depuis 767 environ jusqu’en 782.

## Biographie
Les origines familiales de Gislebert ne sont pas documentées. Moine dans l’abbaye d’Elnone (ensuite abbaye de Saint-Amand) dès son enfance, il y est élu abbé et la dirige pendant plusieurs années avant d’être choisi vers 767 comme évêque de Noyon-Tournai, en remplacement de Dodon (ou Didon),. Il cumulera ensuite les deux charges jusqu’à son décès, et entreprendra des travaux importants à l’église et au cloître de l’abbaye.
C’est dans la cathédrale mérovingienne de Noyon et durant son épiscopat que Charles Ier est proclamé roi des Francs, le 9 octobre 768, et reçoit la partie occidentale du royaume de Pépin le Bref (son frère Carloman Ier est sacré le même jour à Soissons, et hérite la part orientale du royaume).

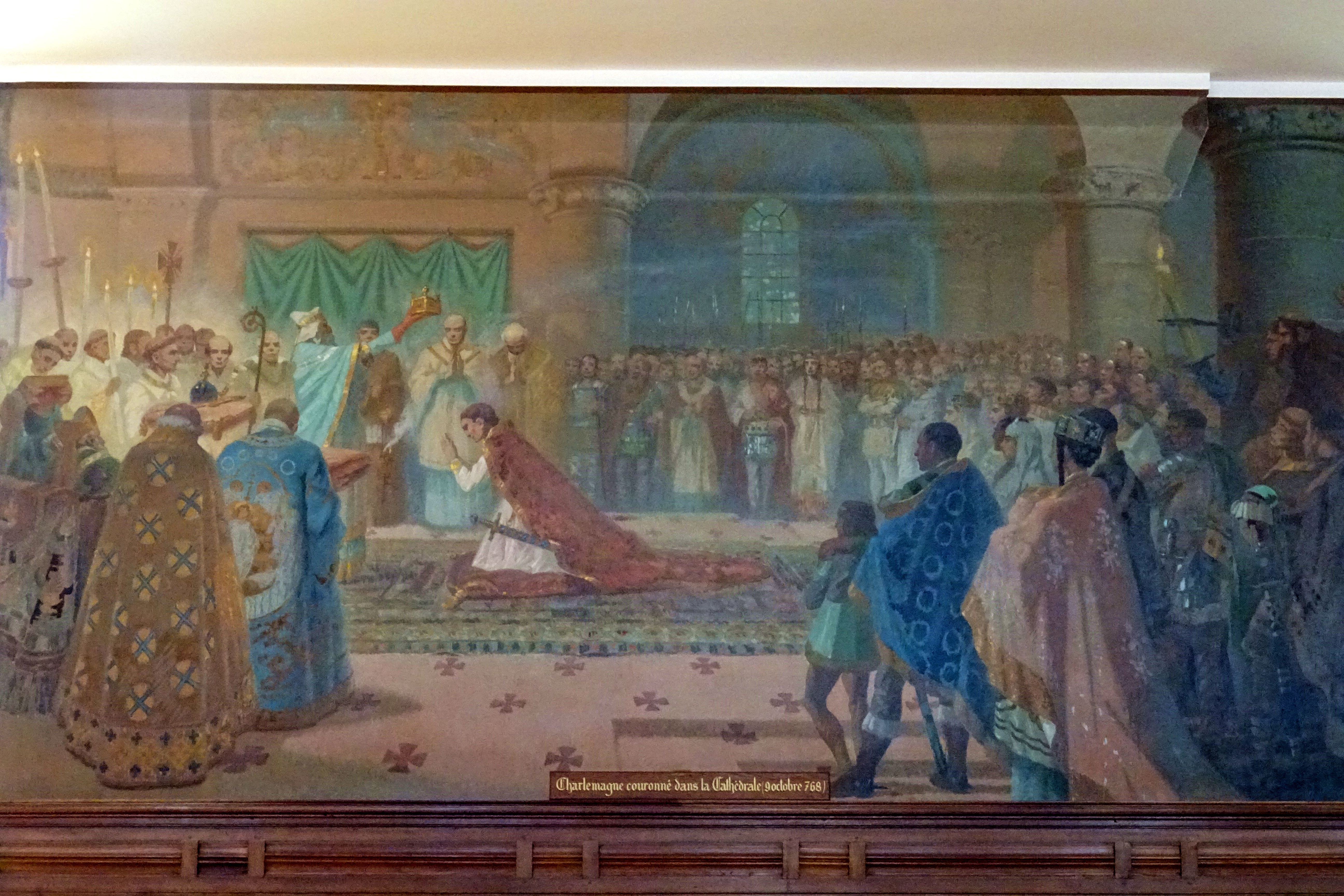
Couronnement de Charlemagne dans la cathédrale de Noyon. Peinture murale, salle du conseil, Hôtel de ville de Noyon.

Le 12 avril 769, il prend part à Rome, aux côtés de onze autres évêques francs, au concile régional de Latran réuni par le pape Étienne III en vue d’annuler les actes de l’antipape Constantin II et de condamner l’iconoclasme.
Par un traité passé avec Albéric, évêque d’Arras-Cambrai, il régularise le tracé de la frontière méridionale du diocèse de Tournai en cédant la ville et l’abbaye de Marchiennes, et en recevant en échange la paroisse Saint-Martin (lieu de l’église primitive du monastère de Saint-Amand),,.
Le 15 mars 778, il contresigne, aux côtés de quatre autres évêques dont Wermad de Trèves, Waldrich (de) de Passau et Willibald d’Eichstätt, le testament de l’évêque Remi de Strasbourg,.
À l’approche de la mort, Gislebert se fait transporter en son abbaye de Saint-Amand où il décède le 12 juillet 782. Il y est inhumé dans l’église de Saint-Pierre et Saint-Paul, sous une arcade, à la droite de l’autel, ; selon une autre source, il aurait été enseveli dans l’oratoire de Saint-Georges situé au sud-ouest de la cathédrale de Noyon. Une inscription de l’abbaye de Saint-Amand composée quelques années plus tard par Alcuin à la demande d’Arn de Salzbourg, alors abbé de ce monastère, le décrit comme « un homme puissant par sa piété, humble, modeste, honnête, pasteur entièrement dévoué à l’honneur de Dieu ».

## Œuvres
On attribue à Gislebert une vie de Saint Amand, qui serait la plus ancienne biographie connue (Vita Amandi prima) de cet ecclésiastique ; cette paternité est cependant controversée, d’autres auteurs ayant également été proposés tels que Baudémont, l’un des rédacteurs du testament d’Amand vers 674-675, ou bien un clerc du diocèse de Noyon-Tournai dans la première moitié du VIIIe siècle,,.